# North American F-107
North American F-107 byl americký nadzvukový letoun, kterým společnost North American v 50. letech vstoupila do soutěže amerického letectva na taktický stíhací bombardér. F-107 byl založen na typu F-100 Super Sabre, ale disponoval mnoha inovacemi a radikálními konstrukčními prvky, zejména vstupním ústrojím nad trupem. Soutěž nakonec vyhrál letoun Republic F-105 Thunderchief a většina prototypů F-107 skončila jako testovací letadla. Jeden je vystaven v Národním muzeu letectva Spojených států a druhý v Pima Air and Space Museum.

## Specifikace (F-107A)

### Technické údaje
- Posádka: 1 (pilot)
- Rozpětí: 11,15 m
- Délka: 18,85 m
- Výška: 5,89 m
- Nosná plocha: 35 m²
- Hmotnost prázdného stroje: 10 295 kg
- Vzletová hmotnost: 18 033 kg
- Maximální vzletová hmotnost: 18 841 kg
- Pohonná jednotka: 1× proudový motor Pratt & Whitney YJ75-P-9 o tahu 24 500 lbf (109 kN)

### Výkony
- Maximální rychlost: Mach 2+ (1295 mph)
- Dostup: 16 220 m
- Počáteční stoupavost: 203 m/s
- Dolet: 3 885 km (2 109 nmi, 2 428 mi)
- Plošné zatížení: 516 kg/m²
- Poměr tah/hmotnost: 0,62

### Výzbroj
- 4× 20mm kanón M39 nebo 1x 20mm, 6 hlavňový kanon M61 Vulcan
- 10 000 lb (4 500 kg) pum na 5 závěsech; 2 pod každým křídlem, 1 polozapuštěný pod osou trupu. Široká paleta výzbroje, včetně taktických jaderných zbraní.